# Liste du patrimoine mondial à Bahreïn
Cet article recense les sites inscrits au patrimoine mondial à Bahreïn.

## Statistiques
Bahreïn ratifie la Convention pour la protection du patrimoine mondial, culturel et naturel le 28 mai 1991. Le premier site protégé est inscrit en 2005.
En 2019, Bahreïn compte 3 sites inscrits au patrimoine mondial, tous culturels.
Le pays a également soumis 6 sites à la liste indicative, 5 culturels et 1 naturel.

## Listes

### Patrimoine mondial
Les sites suivants sont inscrits au patrimoine mondial.
| Site                                                     | Gouvernorat       | Type                       | Date | Superficie (ha) | Lien | Notes | Coordonnées                       | Illus. |
| -------------------------------------------------------- | ----------------- | -------------------------- | ---- | --------------- | ---- | --- | --------------------------------- | ------ |
| Activités perlières, témoignage d'une économie insulaire | Capitale          | Culturel (iii)             | 2012 | 35 087          | 1364 | Le bien comprend 20 sites distincts. 3 sont des zones situées au large de l'archipel, dans le golfe Persique, 16 sont des édifices liés au patrimoine perlier du pays, le dernier correspond à la cote sud de l'île de Muharraq. | 26° 14′ 28″ nord, 50° 36′ 50″ est |        |
| Qal'at al-Bahreïn – ancien port et capitale de Dilmun    | Nord              | Culturel (ii), (iii), (iv) | 2005 | 32              | 1192 | | 26° 13′ 59″ nord, 50° 31′ 19″ est |        |
| Tombes de la culture Dilmun                              | Centre, Nord, Sud | Culturel (iii), (iv)       | 2019 | 168,45          | 1542 | Le bien comprend 21 sites distincts, situés dans le nord-ouest de l'île de Bahreïn. | 26° 09′ 00″ nord, 50° 30′ 47″ est |        |

### Liste indicative
Les sites suivants sont inscrits sur la liste indicative.
| Site                                                                       | Gouvernorat | Type                 | Date | Lien | Notes | Coordonnées                       | Illus. |
| -------------------------------------------------------------------------- | ----------- | -------------------- | ---- | ---- | --- | --------------------------------- | ------ |
| Champ de tumulus de Hamad                                                  | Centre      | Culturel             | 2001 | 1568 | Le site est déjà en partie compris dans les tombes de la culture Dilmun, inscrites au patrimoine mondial en 2019. | 26° 08′ 56″ nord, 50° 30′ 47″ est |        |
| Colonie pétrolière d'Awali (en)                                            | Sud         | Culturel (ii), (iv)  | 2019 | 6397 | | 26° 05′ 02″ nord, 50° 33′ 04″ est |        |
| Manama, ville du commerce, de la coexistence multiculturelle et religieuse | Capitale    | Culturel (ii), (iii) | 2018 | 6354 | | 26° 14′ 10″ nord, 50° 34′ 59″ est |        |
| Parc patrimonial de Saar (en)                                              | Nord        | Culturel             | 2001 | 1571 | | 26° 11′ 02″ nord, 50° 29′ 24″ est |        |
| Réserve des îles Hawar                                                     | Sud         | Naturel (vii), (ix)  | 2001 | 1579 | | 25° 39′ nord, 50° 47′ est         |        |
| Temple de Barbar                                                           | Nord        | Culturel             | 2001 | 1570 | | 26° 13′ 34″ nord, 50° 29′ 02″ est |        |